# Филипп Монотроп

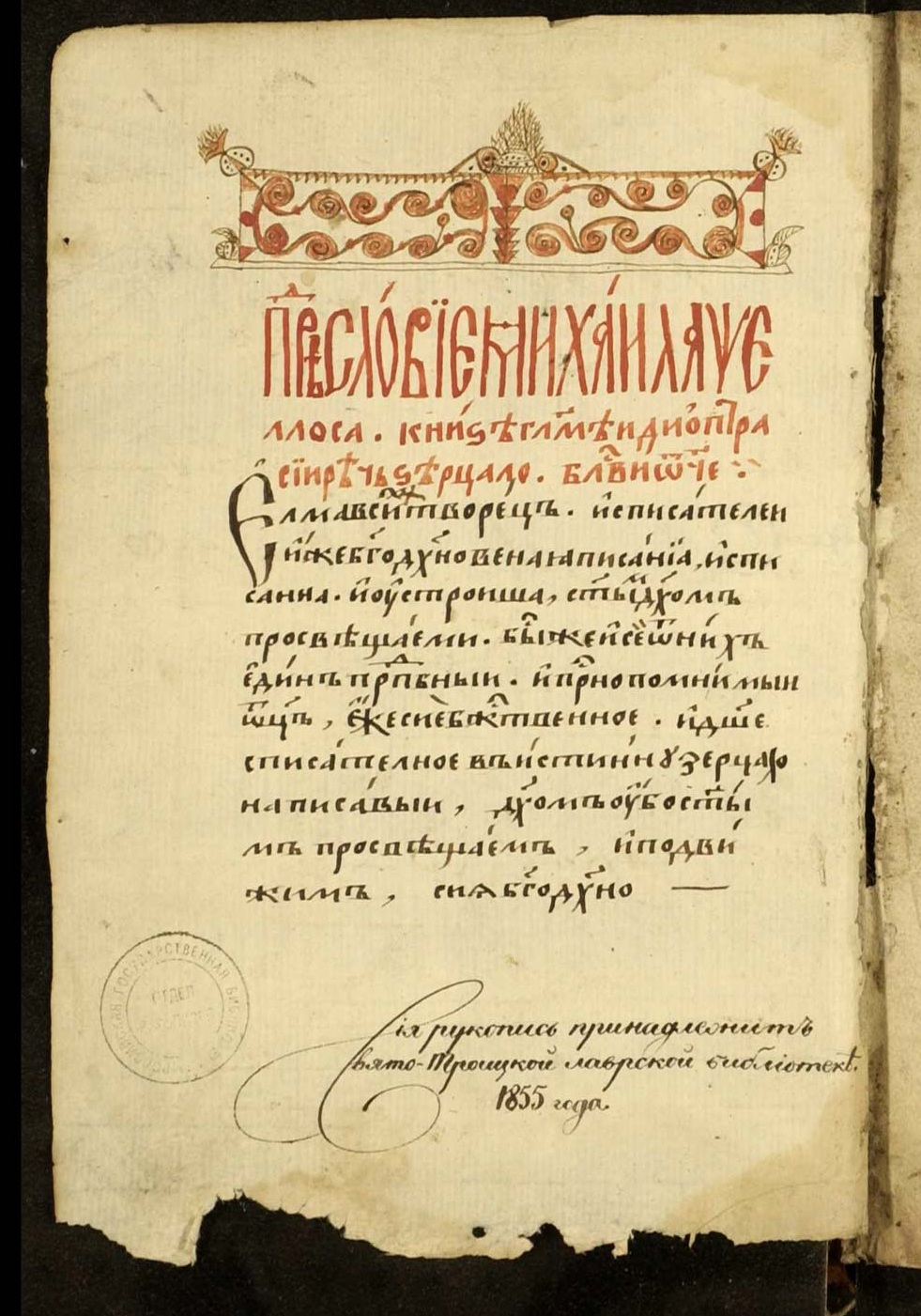
Церковнославянский список «Диоптры» из Троице-Сергиевой Лавры, манускрипт 191, XVII век

Фили́пп Моно́троп (греч. Φίλιππος ο Μονότροπος), Фили́пп Пустынник, Фили́пп Филосо́ф или Фили́пп Солита́рий (лат. Philippus Solitarius) (XI век — XII век) — византийский монах, писатель, поэт, богослов и натурфилософ.
Место рождения и подробности жизни Филиппа неизвестны. Филипп известен прежде всего своей поэмой «Диоптра» (греч. «Διόπτρα» — зеркало), которая написана в форме диалога между душой и телом, это — диалог учителя и ученицы, в нём душе отведена роль учителя, а телу — роль ученицы. «Диоптра» написана около 1095 года, она воспроизводит идеи древнегреческой философии о том, что весь физический мир состоит из четырёх элементов (стихий). Сочинение переведено на церковнославянский язык около середины XIV века. Возможное место перевода — Болгария или Афон. При этом стихотворный греческий оригинал изложен в прозе. Древнейшие русские списки памятника относятся к третьей четверти XIV века. Предисловие Диоптры написано христианским неоплатоником Михаилом Пселлом, оно наличествует и в славянских переводах.
«Диоптра» переведена на латынь и издана с предисловием Михаила Пселла в 1604 году. Позднее «Диоптра» была напечатана в 127 томе Греческой Патрологии без греческого текста на латинском языке. На греческом языке сочинение было напечатано в 1920 году. В 127 том Греческой Патрологии вошло другое небольшое прозаическое сочинение под именем Филиппа Монотропа греч. «Περὶ αἱρέσεως τῶν Ἰακωβιτῶν καὶ τῶν Κατζιτζαρίων» — «О еретиках яковитах и хацицарях» (греч. χατζιτζάριοι, κατζιτζάριοι — хацицари, секта армянских иконоборцев VII века). Данное сочинение, в сокращенном виде вошло в славянскую Кормчую, изданную при патриархе Иосифе (39-я глава), но оно ошибочно приписано Филиппу Монотропу, автором его является митрополит Кизический Димитрий.

## Имя автора
В разных изданиях автор называется по-разному, «монотроп» или «монотропос» (греч. μονό-τροπος — живущий одиноко, одинокий); отсюда в славянских изданиях автора называют иногда — «пустынник», а в латинских «солитарий» (лат. solitarius — склонный к одиночеству, необщительный, одинокий). В славянских изданиях автора чаще всего называют «философ».